# Chung Man Yee
Chung Man Yee (chinesisch 奚仲文; * 24. November 1951 in Hongkong) ist ein Hongkong-chinesischer Szenen- und Kostümbildner, Artdirector und Filmregisseur.

## Leben
Chung Man Yee arbeitete seit Anfang der 1980er in verschiedenen Rollen an Filmen aus Hongkong und nach dem Anschluss Hongkongs an China auch für das chinesische Kino. Meist wurde er als Artdirector engagiert und arbeitete in dieser Funktion unter anderem an Filmen wie Peking Opera Blues (1986), A Chinese Ghost Story (1987), Once Upon a Time in China (1991) und City Hunter (1993).
Bei der Oscarverleihung 2007 wurde er für seine Arbeit an Der Fluch der goldenen Blume für den Oscar für das Beste Kostümdesign nominiert. Im gleichen Jahr erhielt er einen Saturn Award für das Beste Kostüm. Er wurde außerdem mit dem Costume Designer Guild Award (CDGA) für den Film ausgezeichnet. Er gewann außerdem 14 mal den Hong Kong Film Award sowie drei Mal den Golden Horse Award.
1998 hatte er sein Regiedebüt mit dem Film On na ma dak lin na, seine zweite Regiearbeit wurde Siu chan chan (2000).

## Filmografie (Regie)
- 1998: On na ma dak lin na
- 2000: Siu chan chan

## Auszeichnungen

### Oscars
- 2007: Nominierung in der Kategorie Bestes Kostümdesign für Der Fluch der goldenen Blume

### Satellite Awards
- 2006: Nominierung für das Beste Kostümdesign für Der Fluch der goldenen Blume

### Saturn Award
- 2007: Bestes Kostüm für Der Fluch der goldenen Blume

### Costume Designer Guild Awards
- 2007: Excellence in Period Film für Der Fluch der goldenen Blume

### Asian Film Awards
- 2012: Gewinner in der Kategorie Best Costume Designer für Long men fei jia
- 2012: Gewinner in der Kategorie Best Production Designer für Wu xia
- 2012: Nominiert in der Kategorie Best Production Designer für Long men fei jia
- 2013: Nominiert in der Kategorie Best Production Designer für Da Shang Hai
- 2017: Nominiert in der Kategorie Best Costume Designer für Luo man di ke xiao wang shi

### Golden Horse Film Festival
- 1987: Nominiert in der Kategorie Best Art Direction für A Chinese Ghost Story
- 1988: Nominiert in der Kategorie Best Costume Design für Hai xia liang an (mit Shirley Chan)
- 1992: Nominiert in der Kategorie Best Art Direction für Gau yat san diu haap lui
- 1996: Nominiert in den Kategorien Best Art Direction und Best Make Up & Costume Design für Fu Sheng
- 1999: Nominiert in der Kategorie Best Art Direction für Sam dung
- 2002: Nominiert in der Kategorie Best Art Direction für Sam gang
- 2003:Golden Horse Award in den Kategorien Best Art Direction und Best Make Up & Costume Design für Gam gai
- 2004: Nominiert in der Kategorie Best Make Up & Costume Design für Sam gang 2
- 2006: Nominiert in den Kategorien Best Art Direction und Best Make Up & Costume Design für Ru guo · Ai
- 2008: Nominiert in den Kategorien Best Art Direction und Best Make Up & Costume Design für The Warlords
- 2009: Nominiert in der Kategorie Best Art Direction für Ru meng
- 2011: Nominiert in der Kategorie Best Art Direction für Wu xia
- 2012: Nominiert in der Kategorie Best Art Direction für Long men fei jia
- 2015: Nominiert in der Kategorie Best Make Up & Costume Design für Zhuo yao ji

### Hong Kong Film Awards
- 1988: Gewinner in der Kategorie Best Art Direction für A Chinese Ghost Story
- 1991: Nominiert in der Kategorie Best Art Direction für Der Krieger des Kaisers
- 1992: Nominiert in der Kategorie Best Art Direction für Die schwarzen Tiger von Hongkong
- 1992: Gewinner in der Kategorie Best Art Direction für Gau yat san diu haap lui
- 1993: Nominiert in der Kategorie Best Costume & Make Up Design für Luk ting kei II: San lung gau
- 1996: Nominiert in der Kategorie Best Art Direction für Never Die
- 1997: Nominiert in der Kategorie Best Art Direction für Gam chi yuk yip 2
- 1992: Gewinner in der Kategorie Best Art Direction für Hongkong Love Affair
- 2000: Nominiert in der Kategorie Best Art Direction für Sam dung
- 2003: Nominiert in der Kategorie Best Art Direction für Sam gang und in der Kategorie Best Costumes/Make Up für Gam gai
- 2004: Nominiert in den Kategorien Best Make Up & Costume Design und Best Art Direction für Gam Gai 2
- 2004: Gewinner in der Kategorie Best Art Direction für The Twins Effect
- 2005: Nominiert in der Kategorie Best Art Direction für Sam gang 2
- 2006: Gewinner in den Kategorien Best Art Direction und Best Make Up & Costume Design für Ru guo · Ai
- 2007: Gewinner in der Kategorie Best Costume & Make Up Design für Der Fluch der goldenen Blume
- 2008: Nominiert in der Kategorie Best Art Direction für Moon to und The Warlords
- 2008: Gewinner in der Kategorie Best Make Up & Costume Design für The Warlords
- 2009: Nominiert in den Kategorien Best Make Up & Costume Design und Best Art Direction für Das Königreich der Yan
- 2010: Nominiert in der Kategorie Best Costume & Make Up Design für Fung wan II und Bai yin di guo
- 2010: Nominiert in der Kategorie Best Art Direction für Bai yin di guo
- 2011: Nominiert in der Kategorie Best Costume & Make Up Design für Konfuzius
- 2012: Nominiert in der Kategorie Best Art Direction für Shaolin und Wu xia
- 2012: Gewinner in der Kategorie Best Art Direction für Long men fei jia
- 2013: Gewinner in der Kategorie Best Costume & Make Up Design für Dai moh seut si
- 2013: Gewinner in der Kategorie Best Art Direction für Da Shang Hai
- 2015: Nominiert in der Kategorie Best Costume & Make Up Design für Xi you ji: Da nao tian gong
- 2016: Gewinner in der Kategorie Best Costume & Make Up Design für Zhuo yao ji
- 2017: Gewinner in der Kategorie Best Costume & Make Up Design für Xi you ji zhi: Sun Wukong san da Baigu Jing
- 2018: Nominiert in der Kategorie Best Costume & Make Up Design für Chui lung
- 2019: Nominiert in der Kategorie Best Costume & Make Up Design für Zhuo yao ji 2